# 微笑天使
『微笑天使』（ほほえみてんし）は、毎日放送制作で、TBS系列の「木曜座」（毎週木曜日22:00 - 22:54）の枠で、1981年（昭和56年）1月8日から同年3月26日まで放送されていたテレビドラマ。全12話。

## 概要・内容[1]
長野県の奈良井（現・塩尻市）の老舗旅館「越後屋」の娘・田島優子は、看護師になるために上京し、ミッション系私立大学付属病院のリハビリテーションセンターに勤め始め、患者たちから「微笑天使」と言われるようにまでなった。後に妹の麗子も上京して、同じ病院に看護師として勤務する。そんな時、宿直していたある夜に、優子は患者の原秀夫に突然襲われて犯される…。
優子に言えない秘密を持つ麗子との運命とその愛憎に揉まれながらも、男性を愛して、また逆に愛され、平凡な結婚を求めて生きる優子たちの愛の物語を描いた。主演の多岐川裕美がセミヌードを見せるシーンがあり、中原理恵も本格的な恋愛ドラマに初出演している。

## キャスト
- 田島優子：多岐川裕美
- 田島麗子：中原理恵
- 広川吾郎：中山仁 - 医師
- 和代：中井貴恵
- 原秀夫：市村正親
- 瀬尾謙一：勝野洋
- 広川真紀：奈良富士子 - 吾郎の妻
- 小谷：谷啓 - 入院患者
- 滋：渋谷哲平
- 実：河原裕昌
- 次郎：吉田次昭
- 竹下：大和田獏
- 田島せい：富田恵子 - 優子と麗子の母
- 瀬尾：芦田伸介
- エリザベス婦長：南田洋子

## スタッフ
- プロデューサー：飯島敏宏
- 脚本：宮川一郎
- 演出：桜井秀雄、森田光則
- 制作：木下プロダクション、毎日放送

## テーマ音楽・主題歌
テーマ音楽
- 「哀愁のトランペット」（ジャン・クロード・ボレリー）

主題歌
- 「濡れてさよなら」（歌：多岐川裕美）
  - 作詞：三浦徳子／作曲・編曲：小笠原寛

## サブタイトル
| 各話   | 放送日        | サブタイトル | 演出     |
| ------ | ------------- | ------------ | -------- |
| 第1話  | 1981年1月8日  | 愛が欲しい   | 桜井秀雄 |
| 第2話  | 1981年1月15日 | 傷痕         | 桜井秀雄 |
| 第3話  | 1981年1月22日 | あの男       | 桜井秀雄 |
| 第4話  | 1981年1月29日 | 危険な淵     | 森田光則 |
| 第5話  | 1981年2月5日  | 秘密         | 森田光則 |
| 第6話  | 1981年2月12日 | 命果てるまで | 桜井秀雄 |
| 第7話  | 1981年2月19日 | 脅迫         | 桜井秀雄 |
| 第8話  | 1981年2月26日 | 流転         | 桜井秀雄 |
| 第9話  | 1981年3月5日  | 告白         | 森田光則 |
| 第10話 | 1981年3月12日 | 衝撃         | 森田光則 |
| 第11話 | 1981年3月19日 | 岐路         | 桜井秀雄 |
| 第12話 | 1981年3月26日 | 終りの雪     | 桜井秀雄 |